# John Romero
John Romero (Colorado Springs, Colorado, 1967. október 28. –) amerikai játéktervező, programozó és fejlesztő a videójátékiparban. Az 1991-ben alapított id Software cég egyik volt társalapítója és olyan játékokban segédkezett, mint a Wolfenstein 3D, a Doom és a Quake. Nagyszerű játéktervezői képességei és új programozástechnikái miatt ezek a játékok még jobban népszerűsítették az FPS stílust az 1990-es években. Amíg John Carmack a játékok motorját írta, addig Romero a kreatív munkálatokért – például pályatervezés – és a játékhangulat megtervezéséért volt felelős.
A későbbiekben Romero és Carmack útjai ugyan különváltak, nevüket mégis mind a mai napig együtt említik. Romero megalapította az Ion Storm szoftvercéget, amelyből évekkel később kilépve mobiltelefonokra írt játékprogramok készítésével kezdett el foglalkozni, míg Carmack az id Software-nél maradva megalkotta a Quake-sorozatot, majd létrehozta az Armadillo Aerospace vállalkozását.

## Doom II
A Doom II: Hell on Earth Sandy Petersen által készített utolsó pályájára, az Icon of Sin-re belépve a nagy fej a következő szöveget mondja: "Ahhoz hogy megnyerd a játékot, engem kell megölnöd, John Romerót" (angolul: "To win the game you must kill me, John Romero"). Persze a szöveget csak akkor lehet érteni, ha visszafelé hallgatjuk meg, mivel ez egy fajta célzás volt Sandy-től, arra hogy Romero keveset foglalkozott a Doom II készítésével. A pályán nincs semmiféle hivatalos titkos hely, viszont ha az idclip kódot beírjuk játék közben és átmegyünk a hatalmas fejen, akkor a fal mögött Romero karóba húzott fejét láthatjuk. Mikor Romero a játék tesztelése során észrevette saját fejét, egyből értette a célzást.